# Žitorađa
Žitorađa (in serbo Житорађа / Žitorađa) è una città e una municipalità del distretto di Toplica nel sud-est della Serbia centrale.

## Geografia fisica
Secondo i dati a partire dal 2004 il comune si estende su una superficie di 214 km².